# 三胡
三胡彜族弓絃樂器，「大三弦舞」、「阿細跳月」的主要樂器。流行於雲南石林、圭山、彌勒、泸西和宜良等彜族阿細人和撒尼人聚居地區。阿細語為「嘿胡」，撒尼語為「嘞胡」。其音色豐富獨特，柔和、圓潤，可以獨奏、合奏或爲歌舞伴奏。

## 演奏
左手於千斤處扶持琴杆，大拇指勾住細繩套，將琴筒置於左側腰間，用左手食指、中指、無名指和小指按弦，右手執弓間拉奏。拉奏內弦或外弦，中弦都同時發音。阿細人用的「嘿胡」，定弦由裏至外爲g、c1、c；撒尼人用的「嘞胡」，定弦由裏至外爲g、c、c1。音域一個半八度。由於三胡的琴弓短小，弓法上多用分弓，左手指法的特點是滑奏，多用裝飾音和泛音等技法。

## 製作
多為演奏者自製，大小不一，全長約80-105厘米不等。琴筒為圓形，以竹或木製琴筒：竹製者多為毛竹或鳳尾竹製成；木製者多為整塊椿木、桐木、水冬瓜木或攀枝花木刮空或旋空而成。琴筒前口蒙以蠎蛇皮、羊皮或蛙皮，後口不設音窗。琴頭和琴杆為圓柱形，以竹或木所製，採用紫竹、鳳尾竹、白竹、椿木、核桃木、青杠木等製作，直徑2.2－2.6里米，琴頭平頂無飾。杆端有3軫、系3絲弦或鋼弦。弓以竹製、雙股馬尾，分別穿於內弦、中弦及中弦、外弦之間。

## 樂器改革
彜族三胡大約出現於清代晚期的咸豐、同治年間(西元1851年—1874年)，在漢族竹筒二胡的基礎上發展而成。
1970年代製成的三胡，3個螺絲弦軸橫列琴杆上部，琴頭呈彎脖形。琴杆是前平後圓的橢圓杆，增強了抗彎強度，而且便於演奏。琴筒爲扁八角形，蒙以厚實的蟒皮。3條琴弦在千斤和琴馬上呈階梯排列。使用雙毛弓，一束弓毛夾於d1、a1弦之間，另一束弓毛處於a1弦之外。音色接近二胡、中胡，既能演奏單音旋律。又能演奏和弦。
1970年代末製成的三胡，琴筒較二胡稍大，爲六角形，蒙以蟒皮。琴杆較粗，在靠近琴筒的上方向內凹進。採用固定千斤，凹形琴馬，按4、5度定弦爲a、d1、a1，增加了表現能力，使所奏樂曲的民族風格更加鮮明。
1980年代初研製有雙筒三胡。琴筒分內筒和外筒兩部分。內筒呈八方形，筒後口裝音窗。並開有一圈「立體音孔」。外筒前口為扁八角形、後口爲正八角形。定弦爲g、d1、a1，外筒張g弦，內筒張d1、a1弦，使用雙毛弓。企圖模仿二胡的傳統音色，但音響宏亮。